# Wittnau (Argovie)
Wittnau est une commune suisse du canton d'Argovie, située dans le district de Laufenburg.

Photo aérienne (1950).

## Monuments et curiosités
Des fortifications de l'âge du bronze et de Hallstatt ainsi qu'un mur romain tardif sont visibles sur le Wittnauerhorn.
Le château fort de Homberg, construit au XIe siècle, fut la résidence des comtes de Homberg. Aujourd'hui en ruine, il fut détruit par un tremblement de terre en 1356.